# NBA All-Star Game 1968
Le NBA All-Star Game 1968 s’est déroulé le 23 janvier 1968 au Madison Square Garden de New York. Les All-Star de l’Est ont battu les All-Star de l’Ouest 144 à 124.  
Hal Greer est le premier joueur de l’histoire des Sixers à recevoir ce trophée.

## Effectif All-Star de l’Est
- Wilt Chamberlain (76ers de Philadelphie)
- Bill Russell (Celtics de Boston)
- Oscar Robertson (Royals de Cincinnati)
- Willis Reed (Knicks de New York)
- John Havlicek (Celtics de Boston)
- Jerry Lucas (Royals de Cincinnati)
- Dave Bing (Pistons de Détroit)
- Hal Greer (76ers de Philadelphie)
- Gus Johnson (Bullets de Baltimore)
- Sam Jones (Celtics de Boston)
- Dave DeBusschere (Pistons de Détroit)
- Dick Barnett (Knicks de New York)

## Effectif All-Star de l’Ouest
- Jerry West (Lakers de Los Angeles)
- Elgin Baylor (Lakers de Los Angeles)
- Nate Thurmond (San Francisco Warriors)
- Rudy LaRusso (San Francisco Warriors)
- Bill Bridges (Saint-Louis Hawks)
- Archie Clark (Lakers de Los Angeles)
- Walt Hazzard (SuperSonics de Seattle)
- Lenny Wilkens (Saint-Louis Hawks)
- Jim King (San Francisco Warriors)
- Don Kojis (San Diego Rockets)
- Clyde Lee (San Francisco Warriors)
- Zelmo Beaty (Saint-Louis Hawks)
- Bob Boozer (Bulls de Chicago)